# Lea (Bibel)

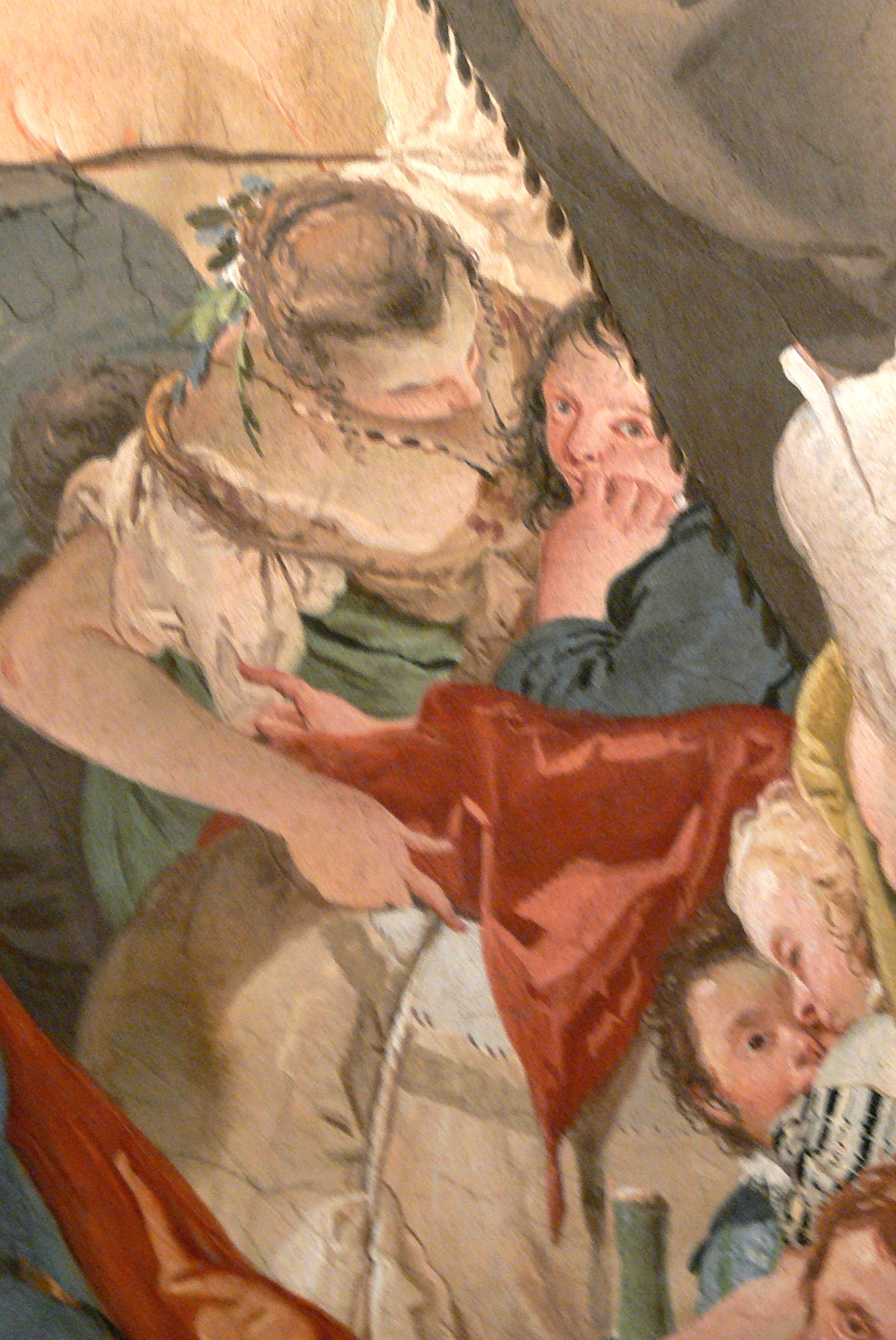
Lea mit ihren Kindern, G.B.Tiepolo, Patriarchenpalast, Udine

Lea oder Leah (hebräisch לֵאָה lēʾâ) ist in der Tora und dem Alten Testament die Tochter Labans, eines Aramäers aus Paddan-Aram. Sie war Jakobs Cousine, denn Laban war der Bruder Rebekkas, der Mutter Jakobs. Als erste Ehefrau des Stammvaters Jakob war sie die Mutter von sechs Söhnen, die als Stammväter der Zwölf Stämme Israels gelten, sowie der Tochter Dina. Die Beziehung zu ihrer Schwester Rachel, Jakobs zweiter Ehefrau, ist spannungsgeladen. Beide gehören sie zu den Erzmüttern Israels.

## Etymologie
→ siehe auch: Lea
Die Etymologie des Namens לֵאָה lēʾâ ist nicht endgültig geklärt.
Möglicherweise geht der Name auf akkadisch lītu, littu zurück und bedeutet „(Wild-)Kuh“. Dies steht im Einklang mit biblischen Personennamen wie Rahel, Hulda, Debora und vermutlich auch Rebekka. Im Zusammenhang der stammesgeschichtlichen Auslegung deutete Martin Noth dies als Stämmegruppen und sah in Leas Söhne nomadische Rindzüchter, während er Rahels Söhne als sesshafte Schafzüchter einordnet. Vor dem gleichen Hintergrund wurde Lea unter Bezug auf die Jungkuh Anat aus Ugarit als „kanaanäische“ Fruchtbarkeitsgöttin gedeutet.
Eine weitere Herleitung deutet den Namen von der Wurzel *L’J „stark sein“ (akkadisch le’û) mit ausgefallenem theophorem Element (vgl. Akkadisch GN-le’i): „[Gott/der Gott NN] ist stark“.
Ableitungen vom hebräischen Wortstamm לאה lʾh „ermüden“, „sich vergeblich bemühen“, „zurückgehen“ gelten als Volksetymologie. Es handelt sich wohl um einen paronomastischen Bezug des hebräischen Wortes לאה lʾh.
In der griechischsprachigen Bibelübersetzung des Tanach, der Septuaginta, lautet der Name Λεία Leia, in der Vulgata Lia.

## Biblische Erzählung
Die Erzelternerzählung zu Lea findet sich im Buch Genesis (29,16 –49,31 ). Lea ist die ältere Schwester von Rachel, ihr Vater ist Laban von Harran. Laut Gen 30,36  hatte Lea auch Brüder. Lea wird in der biblischen Erzählung als unattraktive Frau dargestellt („die Augen Leas waren matt“), während ihre Schwester Rachel als „schön von Angesicht und Gestalt“ beschrieben wird (Gen 29,17 ).
Jakob, ein Neffe Labans, liebt Rachel, die er bereits zuvor getroffen hatte. Er ist bereit, sieben Jahre um sie bei Laban zu dienen (vergleiche Brautdienst). Am Ende dieser Zeit führt Laban ihm in der Hochzeitsnacht die ältere Schwester Lea zu, sodass die Ehe mit ihr vollzogen wird. Laban begründet dieses Vorgehen mit dem Brauch, zuerst die ältere Schwester zu verheiraten (Gen 29,20–26 ). Nach Erfüllung der Brautwoche mit Lea erhält Jakob auch Rachel zur Frau, muss aber weitere sieben Jahre für sie bei Laban dienen.
Auf Gottes Eingreifen hin und zum Ausgleich für ihre Zurücksetzung durch Jakob wird Lea im Gegensatz zu Rachel sehr fruchtbar und bringt zunächst die Söhne Ruben, Schimon, Levi und Juda zur Welt. Als sie danach keine Kinder mehr bekommt, schickt sie ihre Magd Silpa zu Jakob, die Gad und Ascher zur Welt bringt. Da nach israelitischer Rechtsvorstellung hier die Magd als Stellvertreterin ihrer Herrin gilt, werden auch diese beiden Söhne als Leas Kinder anerkannt. Später hat Lea mit Jakob noch die Söhne Issachar und Sebulon sowie die Tochter Dina (Gen 29,31 –21 ).
Lea begleitet Jakob bei seiner Rückkehr nach Kanaan. Dabei wird sie Zeugin der Aussöhnung mit seinem Zwillingsbruder Esau und des Kummers über den angeblichen Verlust seines zweitjüngsten Sohnes Josef, der von seinen Brüdern nach Ägypten verkauft wird. Lea wird nach ihrem Tod wie auch Jakob und dessen Vorfahren in der Höhle Machpela bei Mamre begraben (Gen 49,31 ).
Die biblische Erzelternerzählung gilt heute in der exegetischen Wissenschaft weitgehend als legendarisch; daher wird Lea nicht als historische Person verstanden.

## Lea als Stammmutter
Nach der Genealogie in der Genesis lassen sich die israelitischen Stämme Ruben, Simeon, Levi, Juda, Issachar und Sebulon auf Lea als gemeinsame Stammmutter zurückführen. Damit wird das Bewusstsein einer Zusammengehörigkeit dieser Stämme zum Ausdruck gebracht – insbesondere in Abgrenzung zu den Rahel-Stämmen. Im Numeribuch werden fünf dieser sechs Stämme im „Lager Rubens“ (Num 2,10–16 ) und im „Lager Judas“ (Num 2,3–9 ) zusammengefasst. Da der Stamm Levi eine Sonderrolle spielt, wird das Lager Rubens durch den Stamm Gad ergänzt, der auf Leas Magd Silpa zurückgeführt wird. Die Lea-Stämme Ruben, Simeon und Juda hatten nach dem Josuabuch ihre Siedlungsgebiete im südlichen Palästina – Juda und Simeon westlich und Ruben östlich des Jordans. Die in der Geburtsgeschichte (Gen 29–30 ) von diesen getrennten Issachar und Sebulon hatten dagegen ihr Siedlungsgebiet nördlich der Rahelstämme (Jos 19 ).

## Rabbinische Literatur
Im Babylonischen Talmud wird Lea als der erste Mensch gewürdigt, der Gott gedankt habe.

„Es sprach Rabbi Jochanan im Namen von Rabbi Schimon ben Jochai: „Von dem Tag an, als der Heilige, gepriesen sei er, seine Welt erschaffen hatte, gab es keinen Menschen, der dem Heiligen, gepriesen sei er, gedankt hatte, bis Lea kam und ihm dankte, wie gesagt ist: „Diesmal will ich dem HERRN danken.“ (Gen 29,35 )““

Diesen Satz sagt Lea nach der Geburt ihres vierten Sohnes Judas. Er dient zur Erklärung dieses Namens, da im Hebräischen אֹודֶה ’ôdæh, deutsch ‚ich will danken‘ und der Name יְהוּדָה jəhûdāh ähnlich klingen. Im Talmud wird Lea durch ihren Dank Abraham beigesellt, der der erste Mensch war, der Gott „HERR“ genannt hat, in dem er sprach: „Herr und GOTT, woran soll ich erkennen, dass ich es [= das verheißene Land] zu eigen bekomme?“ (Gen 15,8 )

## Gedenktag
Der 22. März als Namenstag geht nicht direkt auf die hier beschriebene biblische Person, sondern auf die katholische Heilige Lea von Rom zurück.

## Verfilmungen
In Die Bibel – Jakob (1994) verkörperte Juliet Aubrey die Lea, in Die Bibel – Josef aus dem Jahr 1995 spielte Dominique Sanda die Rolle.